# Siedziba Siemianowickiego Centrum Kultury
Siedziba Siemianowickiego Centrum Kultury – historyczny budynek dawnej gospody, a po przebudowie na początku XX wieku restauracji Adolfa Geislera, położony przy ulicy Niepodległości 45 w Siemianowicach Śląskich, w dzielnicy Bytków. Gmach zbudowany jest w stylu eklektycznym z elementami secesji i mieści w sobie m.in. salę widowiskową oraz salę baletową. Jest on także siedzibą kilku grup muzycznych i tanecznych, a także odbywa się w nim szereg zajęć dla dzieci i młodzieży.

## Historia

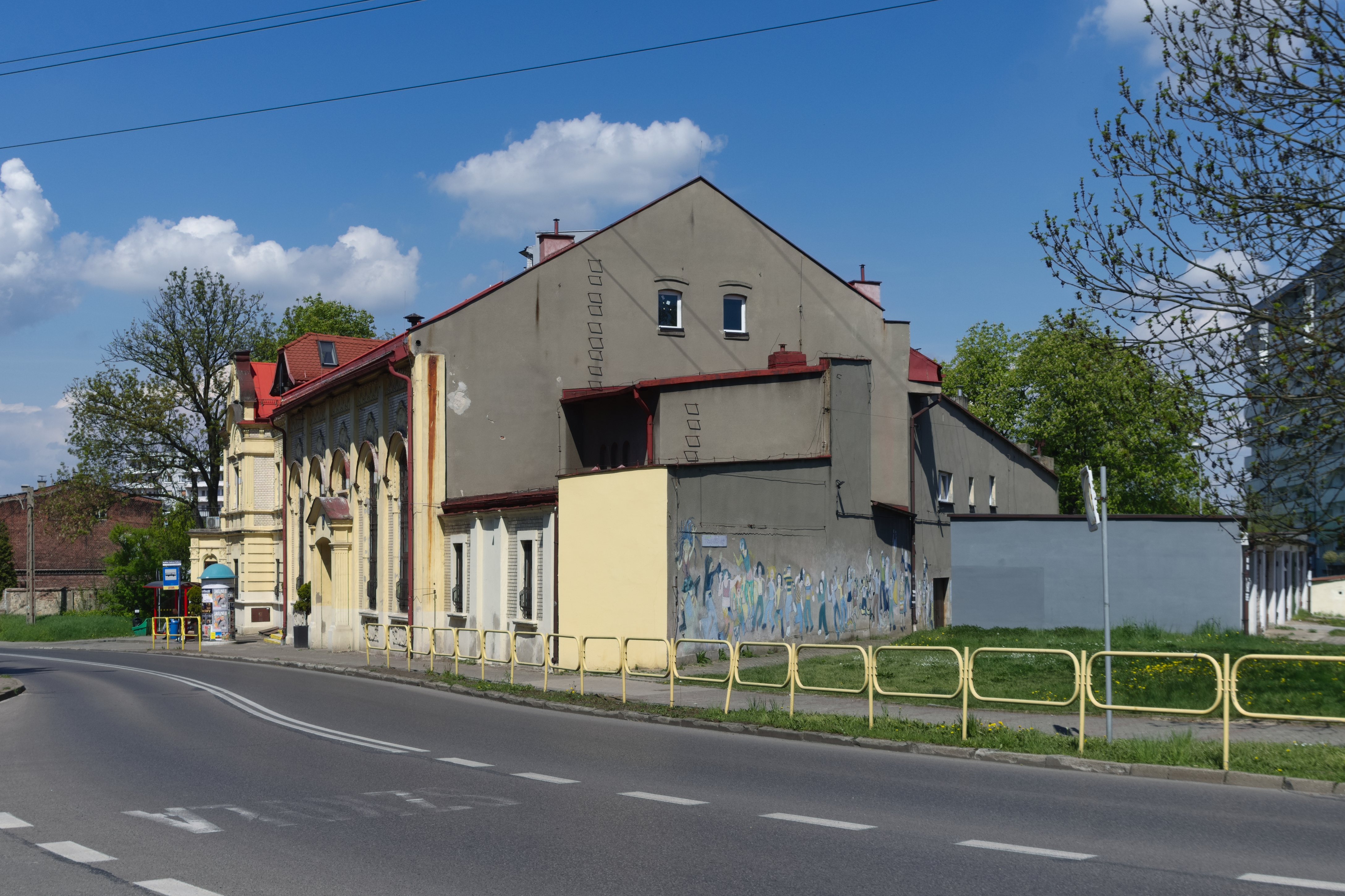
Gmach od strony południowej (2025)

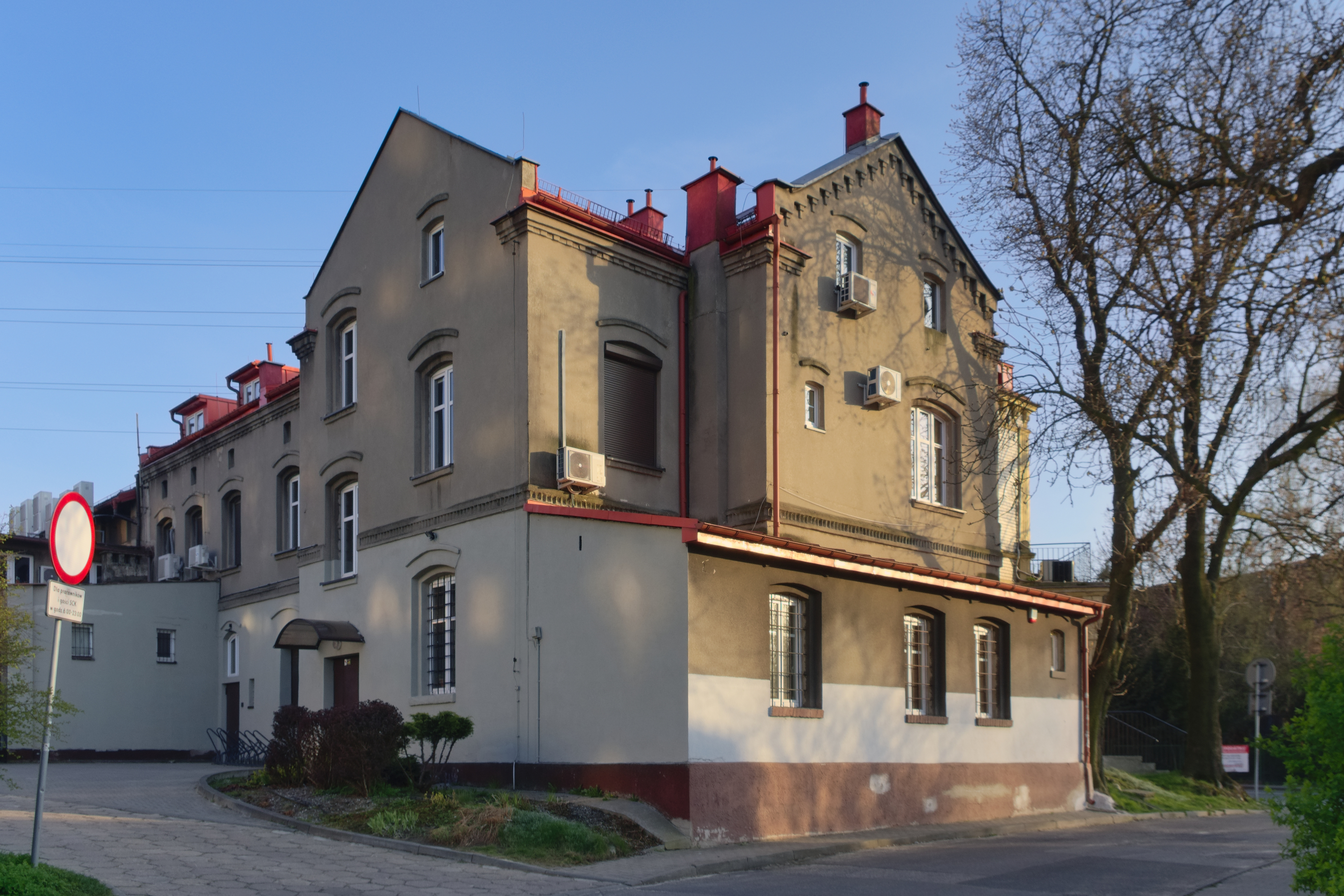
Budynek od północy (2025)

Pierwsza wzmianka o murowanej gospodzie sięga 1877 roku. Wówczas to ówczesny właściciel bytkowskiej gospody – Constantin Wutke – postawił przy karczmie drewnianą kręgielnię (wg Janeczka najstarsza wzmianka pochodzi z 1876 roku, według której ówczesny właściciel nieruchomości Konstanty Wutke posiadał w miejsku obecnej siedziby SCK dom mieszkalny). W latach 1891–1896 gospoda należał do Johanna Makoscha. Na jego zlecenie Franz Wawrzinek dobudował do gospody salę taneczną. W 1896 roku gospodę nabył Hugo Boese, a później gospodę przejął brat Hugona i jego żona, a w 1903 roku współwłaścicielką została żona Hugona – Martha.
Po śmierci Hugona Boese Martha wyszła za mąż za Adolfa Geislera, który stał się nowym właściciel karczmy. W 1905 roku rozpoczęła się rozbudowa i modernizacja budynku gospody, przeobrażając ją w wielofunkcyjną restaurację. Sama zaś zmodernizowana bryła budynku w dużej mierze przetrwała w obecnym kształcie do dziś. W 1958 roku budynek restauracji został znacjonalizowany. Na początku lat 70. XX wieku powołano w nim dom kultury „Kotłomontażu”. W 1989 roku gmach przejęło miasto, które po wykonaniu remontu ulokowało w nim w 1993 roku Siemianowickie Centrum Kultury (wg Janeczka gmach miasto przejęło w 1992 roku).

## Charakterystyka
Siedziba Siemianowickiego Centrum Kultury mieści się przy ulicy Niepodległości 45 w Siemianowicach Śląskich, na terenie dzielnicy Bytków. Gmach, przebudowany na początku XX wieku, zbudowany jest w stylu eklektycznym. Południowa i zachodnia elewacja gmachu licowana jest białą glazurą i wzbogacona jest elementami dekoracyjnymi w stylu secesyjnym. Posiada on wyremontowaną salę widowiskową na 300 osób oraz salę baletową na 50 osób. Budynek dawnej gospody jest wpisany do gminnej ewidencji zabytków miasta Siemianowice Śląskie.
Gmach jest siedzibą Siemianowickiego Centrum Kultury. Działają w nim liczne sekcje artystyczne dla dzieci i młodzieży, a także chóry, jak „Chopin” czy „Cantamus Sibi”. Swoją siedzibę w gmachu ma również Zespół Pieśni i Tańca „Siemianowice”.